# Don Wilson (actor y locutor)

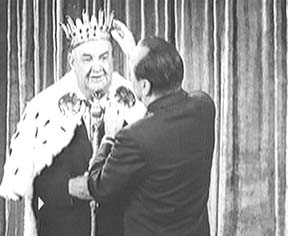
Don Wilson es homenajeado por Jack Benny en su 27º aniversario en los medios, en enero de 1961

Don Wilson (1 de septiembre de 1900 – 25 de abril de 1982) fue un locutor y actor radiotelevisivo de nacionalidad estadounidense, recordado principalmente como el corpulento locutor y contrapartida cómica del protagonista del show The Jack Benny Program.

## Biografía
Nacido en Lincoln, Nebraska, Wilson empezó su carrera en la radio en 1923 como cantante en la emisora de Denver KFEL, trabajando en 1929 en la KFI de Los Ángeles.
Aunque es más conocido por su trabajo como cómico con Benny, Wilson tenía experiencia como comentarista deportivo, retransmitiendo la inauguración de los Juegos Olímpicos de Los Ángeles 1932. Wilson actuó en dos shows en el circuito de Broadway en los años 1930, "The Passionate Pilgrim", estrenado el 19 de octubre de 1932, y "The First Legion", que se estrenó el 1 de octubre de 1934.
Wilson trabajó por vez primera con Benny en la emisión del 2 de abril de 1934, a la vez que cumplía con un corto período como locutor en la serie de George Gershwin Music by Gershwin. Muy corpulento, Wilson tenía una fuerte voz y una risa característica, lo cual le ayudó a formar el personaje que interpretó en el programa de Benny. Aunque la principal tarea de Wilson como locutor era leer la introducción del programa y los intervalos comerciales — sobre todo para Jell-O, Grape-Nuts, y Lucky Strike — su importancia en el show fue creciendo como contrapartida cómica de Benny y de los otros miembros del reparto.
Wilson también trabajó un tiempo como locutor de shows radiofónicos de variedades y de humor como el de Alan Young, Bing Crosby, Ginny Simms, y el éxito de Fanny Brice Baby Snooks. En 1946, actuó con regularidad en la comedia Glamour Manor, junto a un anterior intérprete del Jack Benny Program, Kenny Baker.
Wilson acompañó a Benny a la televisión en 1950, permaneciendo con él hasta el final de la serie en 1965, además de trabajar con él en Buck Benny Rides Again (1940) y dar voz a una caricatura de él mismo en The Mouse that Jack Built (1959), una parodia producida por Warner Brothers de The Jack Benny Program, bajo la dirección de Robert McKimson. Además, Wilson actuó en un show en Broadway, "Make a Million", estrenado el 23 de octubre de 1958.
Otros de sus papeles cinematográficos fueron pequeñas actuaciones en el papel de locutor o comentarista, siendo el narrador del corto de Walt Disney nominado a un Premio Oscar Ferdinand the Bull. Destaca su participación como Mr. Kettering en la película de Marilyn Monroe Niágara, y recibió muy buenas críticas su actuación en el film Village Barn Dance.
Wilson participó con frecuencia en anuncios comerciales, dando imagen a los de Western Union Candygram desde 1969 hasta 1971.
Su última actuación frente a las cámaras tuvo lugar en dos episodios de la serie de los años 1960 Batman, en el papel del locutor Walter Klondike (una parodia de Walter Cronkite), aunque continuó participando en diferentes talk-shows en los que hablaba de Jack Benny o de los inicios de la radio.
Wilson jugó al Fútbol americano en la Universidad de Colorado en los años 1920. También fue un buen aficionado al golf, formando equipo con el locutor de la NBC Bud Stevens, con el cual ganó varios torneos en el Sur de California. 
Wilson se casó cuatro veces. Su segunda esposa fue Peggy Ann Kent, hija del directivo de 20th Century Fox Sidney R. Kent. Se casaron el 19 de noviembre de 1940 y se divorciaron en diciembre de 1942.  En el mismo mes él se casó con la condesa polaca Marusia Radunska, de la que se divorció en 1949. Con su cuarta esposa, la actriz radiofónica Lois Corbet (que ocasionalmente actuaba como "Mrs. Wilson" en shows radiofónicos y televisivos de Jack Benny), tuvo una relación prolongada. Ambos presentaron el show televisivo Town Talk, de carácter local y emitido en Palm Springs, California desde 1968 hasta mediados los años 1970. Tras retirarse, Wilson y su mujer vivieron en Palm Springs.
Don Wilson falleció a causa de un ictus en Cathedral City, California, en 1982. Sus restos fueron incinerados, y las cenizas esparcidas.